# Drillia umbilicata
Drillia umbilicata is een slakkensoort uit de familie van de Drilliidae. De wetenschappelijke naam van de soort is voor het eerst geldig gepubliceerd in 1838 door Gray.